# Williams FW36
O FW36 foi o modelo de carro de corrida fabricado pela equipe Williams para a disputa da temporada de Fórmula 1 de 2014, pilotado por Felipe Massa e Valtteri Bottas.
Uma renderização digital do carro foi apresentada no dia 23 de janeiro com um carro completamente azul.
No dia 6 de março, após os testes da pré-temporada, o modelo foi apresentado oficialmente, juntamente com o anuncio da parceria entre a escuderia e a fabricante italiana de bebidas Martini. Com o novo patrocínio, o carro recebeu a tradicional decoração branca com listras nas cores azul e vermelho da marca. A equipe teve a melhor evolução em um ano, tendo em vista que o FW36 nos últimos GPS chegou a andar no ritmo da Mercedes (campeã de pilotos e construtores de 2014), feito que outras equipes concorrentes não obtiveram. Nessa evolução conseguiu 1 pole e 7 pódios a melhor marca da escuderia nesta década.Evoluiu a sua aerodinâmica aprimorou seus sistemas de recuperação de energia (ERS) e acertou no novo motor Mercedes V6 turbo e o resultado foi o 3°lugar nos construtores e foi considerada a segunda força nas escuderias. Corrigiu os superaquecimentos dos pneus obtendo vantagens de velocidades nas pistas com baixas temperaturas e equacionando durabilidade dos pneus e velocidade. 
Umas das grandes evoluções da equipe foi a contratação de seus pilotos, Felipe Massa e seu companheiro de equipe Valtteri Bottas que ajudaram no acerto dos carros e levaram a Williams a brigar por vitórias nos últimos GPs, algo que seria inimaginável para a equipe, já que a temporada foi completamente dominada pelas Mercedes.

## Resultados
| Pos | Piloto          | Carro | AUS | MAL | BHR | CHN | ESP | MON | CAN | AUT | GBR | GER | HUN | BEL | ITA | SGP | JPN | RUS | EUA | BRA | ARE | Pts | Pts da Equipe | Pos da Equipe |
| --- | --------------- | ----- | --- | --- | --- | --- | --- | --- | --- | --- | --- | --- | --- | --- | --- | --- | --- | --- | --- | --- | --- | --- | ------------- | ------------- |
| 4   | Valtteri Bottas | 77    | 5   | 8   | 8   | 7   | 5   | Ret | 7   | 3   | 2   | 2   | 8   | 3   | 4   | 11  | 6   | 3   | 5   | 10  | 3   | 186 | 320           | 3º            |
| 7   | Felipe Massa    | 19    | Ret | 7   | 7   | 15  | 13  | 7   | 12† | 4   | Ret | Ret | 5   | 13  | 3   | 5   | 7   | 11  | 4   | 3   | 2   | 134 | 320           | 3º            |

Negrito = Pole Position.
Itálico = Volta Mais Rápida
Ret = Não completou a prova.
- = Classificado pois completou 90% ou mais da prova.
½ = Foram dados a metade dos pontos. A corrida foi interrompida pelo mau tempo.
Desc = Desclassificado da prova.